# かとり型巡視船
かとり型巡視船（かとりがたじゅんしせん、英語: Katori-class patrol vessel）は海上保安庁の巡視船の船級。分類上はPM型（Patrol Vessel Medium）、公称船型は500トン型。

## 来歴
1970年代、新海洋秩序時代の到来に伴う警備水域面積の激増を受けて、海上保安庁では巡視船の大量建造に着手した。その一環として、昭和54年度から昭和62年度にかけて整備された500トン型の中型巡視船（PM）がてしお型（後になつい型に改称）であった。
その後、2010年代に入ると、これらの巡視船も更新時期を迎えることとなった。この時期、尖閣諸島海域における事態の緊迫化と領海侵入等の多発を受けて、まず尖閣領海警備専従体制のための1,000トン型PL（くにがみ型）の整備が優先されたが、こちらが一段落したのち、平成26年度計画より、新型PMの建造が開始されることとなった。これによって整備されたのが本型である。

## 設計
本型は、中型巡視船の本来業務である沿岸海域での警備救難に加えて、大型巡視船（PL）の業務もある程度肩代わりできるように設計された。これは「戦略的海上保安体制の構築」の一環として、上記の尖閣情勢の緊迫化のような重要事案が発生し、PLが他管区に派遣された場合に、その後を引き継げるようにすることで、柔軟迅速に対応できるように配慮したものであった。
このことから、全長は72メートルと、以前の900トン型PL（のじま型）を上回り、1,000トン型PL（しれとこ型）に迫る大型の巡視船となり、耐航性能および曳航能力は大型巡視船と同等にまで強化された。また25ノット以上という速力性能が求められたことから、船容は煙突を廃したシンプルでローシルエットなものとなり、船型も半滑走型とされた。強行接舷を考慮して、船首舷側には脱着式の板状防舷物（樹脂コーティングした発泡プラスチック板）を装着できるようになっている。
みはし型などの小型高速巡視船と同様、波浪衝撃や動揺を軽減するために操舵室を船体中央に配置するとともに、船橋構造は1層低くなり、床の位置もなるべく低く設計されている。中型巡視船ながら、船橋後方に隣接してOIC（Operation Information Center）室が設けられている。ただし当初想定されていた多目的室は、甲板面積が確保できずに断念された。高速発揮を想定して、船橋およびOIC室のシートは全て衝撃吸収タイプとなっている。なお艤装にあたっては、女性の乗組みを想定した配慮がなされている。
短期間で大量建造されたにもかかわらず、就役船の運用実績が適宜にフィードバックされ、継続的な改良が重ねられている。一番船「かとり」二番船「いしかり」ではアンカーレセスが設けられていたが、波浪の影響が大きかったことから3番船「とかち」以降では廃止され、1・2番船もこれに準じて改修された。

## 装備
船首甲板には、他の中小型巡視船と同様、JM61-RFS 20mm多銃身機銃の単装マウントを備えている。これは操舵室上の赤外線捜索監視装置との連接によって目標追尾型遠隔操縦機能（RFS）を備えており、遠距離において精密な射撃を行なうことを可能としている。また遠隔操作型の放水砲も搭載された。
搭載艇としては、高速警備救難艇を1隻と複合艇が1隻または2隻ずつ搭載されている。また複合艇揚降用のクレーンは力量2.8トンの性能を備えており、多目的に運用できるように配慮されている。その直後の船尾甲板は災害対応デッキとされており、12フィート・コンテナを搭載できるようになっている。また1・3番船以外の4隻は、ここに取り外し式の架台を設けて2隻目の複合艇を搭載する特警船仕様となっている。

## 同型船
平成26年度予算で4隻、同年度補正予算で2隻、平成27年度補正予算で2隻、令和元年度補正予算で1隻、計9隻の取得予算が計上されている。1〜6番船までは何らか外観上の違いがある。
| 計画年度       | 番号  | 船名     | 建造                                | 竣工・転属     | 所属             |
| -------------- | ----- | -------- | ----------------------------------- | -------------- | ---------------- |
| 平成26年度     | PM-51 | かとり   | ジャパン マリンユナイテッド鶴見工場 | 2016年11月28日 | 銚子（第三管区） |
| 平成26年度     | PM-52 | いしかり | ジャパン マリンユナイテッド鶴見工場 | 2017年2月27日  | 釧路（第一管区） |
| 平成26年度     | PM-53 | とかち   | ジャパン マリンユナイテッド鶴見工場 | 2017年9月29日  | 広尾（第一管区） |
| 平成26年度     | PM-54 | いよ     | ジャパン マリンユナイテッド鶴見工場 | 2017年11月22日 | 松山（第六管区） |
| 平成26年度補正 | PM-55 | ひたち   | ジャパン マリンユナイテッド鶴見工場 | 2018年2月28日  | 鹿島（第三管区） |
| 平成26年度補正 | PM-56 | きたかみ | ジャパン マリンユナイテッド鶴見工場 | 2018年2月28日  | 釜石（第二管区） |
| 平成27年度補正 | PM-57 | そらち   | ジャパン マリンユナイテッド鶴見工場 | 2018年9月27日  | 紋別（第一管区） |
| 平成27年度補正 | PM-57 | そらち   | ジャパン マリンユナイテッド鶴見工場 | 2023年12月9日  | 網走（第一管区） |
| 平成27年度補正 | PM-58 | なつい   | ジャパン マリンユナイテッド鶴見工場 | 2019年1月31日  | 福島（第二管区） |
| 令和元年度補正 | PM-59 | ちとせ   | ジャパン マリンユナイテッド鶴見工場 | 2022年9月20日  | 留萌（第一管区） |